# Maria (filme de 2003)
Maria (bra: Maria) é um filme franco-teuto-romeno de 2003, do gênero drama, dirigido por Călin Peter Netzer [en]. O filme ganhou três prêmios no Festival Internacional de Cinema de Locarno de 2003.

## Elenco
- Diana Dumbrava [en] como Maria
- Horațiu Mălăele [en] como Milco
- Șerban Ionescu [en] como Ion
- Luminița Gheorghiu [en] como Maia
- Rona Hartner [en] como Nuti
- Florin Călinescu [en] como Supervisor
- Florin Zamfirescu [en] como Ahmed
- Alexandru Bindea [ro] como Oficial